# 六都寨水库
六都寨水库位于湖南省邵阳市隆回县，是一座以防洪、发电、灌溉、供水为主的大型水库，库容约1.21亿立方米，水库坝高约72.5米，设计灌溉面积约24227公顷。